# Pegoplata durangensis
Pegoplata durangensis är en tvåvingeart som beskrevs av Griffiths 1986. Pegoplata durangensis ingår i släktet Pegoplata och familjen blomsterflugor. Inga underarter finns listade i Catalogue of Life.